# Karl Schnith
Karl Rudolf Schnith (* 29. August 1934 in Freudenthal, Tschechoslowakei; † 3. September 1999 in Mühldorf am Inn) war ein deutscher Historiker. Er lehrte als Professor für mittelalterliche Geschichte von 1972 bis zu seiner Emeritierung an der Universität München. Schwerpunktmäßig befasste er sich mit der Geschichte Englands im Mittelalter.

## Leben und Werk
Der Sohn eines Verwaltungsdirektors besuchte die Volksschule in Neutitschein. Ab Herbst 1944 besuchte er die Oberschule. Ein Jahr später wechselte er an die Karlsschule in Bernburg und im Herbst 1946 an die Oberrealschule Mühldorf (Oberbayern). Im Juli 1952 legte er in Mühldorf die Reifeprüfung ab. Er studierte vom Wintersemester 1952/53 bis zum Wintersemester 1957/58 an der Universität München die Fächer Geschichte, Deutsch und Englisch. Sein wichtigster akademischer Lehrer war Johannes Spörl. Er wurde 1958 mit einer von Spörl angeregten und betreuten Arbeit über die Augsburger Chronik des Burkhard Zink promoviert. In München habilitierte er sich 1966 für mittlere und neuere Geschichte mit einer historiographischen Studie über Roger Wendover und Matthäus Paris. Er gehörte 1968 zu den Unterzeichnern des Marburger Manifests. Seit 1972 lehrte er als Professor für mittelalterliche Geschichte an der Universität München. 
Schnith wurde 1973 zum Leverhulme Fellow am Wolfson College der University of Cambridge gewählt. In München wurde er 1985 Dekan der Philosophischen Fakultät für Geschichts- und Kunstwissenschaften. Seit November 1987 war er ordentliches Mitglied der geisteswissenschaftlichen Klasse der Sudetendeutschen Akademie der Wissenschaften und Künste.
Mit seiner Dissertation griff er eine Anregung Spörls aus dem Jahr 1933 auf, die „treibenden Ideen jedes einzelnen Geschichtswerkes herauszustellen“ und zu beachten, „welche Rolle Institutionen wie der Staat, das Imperium, die Kirche, geistige und religiöse Bewegungen, Gemeinschaftsformen wie neue Orden, die geistige und politische Persönlichkeit spielen“. Er legte zahlreiche weitere Studien zur Augsburger Historiographie vor.
Schnith befasste sich vor allem mit der Geschichte Englands im Mittelalter. Mit seiner Habilitation betrat er wissenschaftliches Neuland. Bis dahin war das englische Hochmittelalter an deutschen Universitäten weitgehend unerforscht. Im Jahr 1991 gab er einen Sammelband zu 25 mittelalterlichen Herrschern in Lebensbildern heraus. Im zweiten Band des von Ferdinand Seibt 1987 herausgegebenen Handbuchs der europäischen Geschichte veröffentlichte Schnith den Beitrag über England von der normannischen Eroberung bis zum Ende des Hundertjährigen Krieges 1066–1453.
Er gab 1997 einen Sammelband über Frauen im Mittelalter in zwanzig Kurzbiographien heraus. Ziel des Sammelbandes war die „Durchdringung der überpersönlichen geschichtlichen Abläufe“ anhand bedeutender Frauenpersönlichkeiten. Für das Lexikon des Mittelalters und das Biographisch-Bibliographische Kirchenlexikon verfasste er zahlreiche Artikel. Schnith lebte in Baldham bei München.

## Schriften
Monographien
- England in einer sich wandelnden Welt (1189–1259). Studien zu Roger Wendover und Matthäus Paris (=  Monographien zur Geschichte des Mittelalters. Bd. 7). Hiersemann, Stuttgart 1974, ISBN 3-7772-7404-6.
- Die Augsburger Chronik des Burkhard Zink. Eine Untersuchung zur reichsstädtischen Geschichtsschreibung des 15. Jahrhunderts. Dissertation, München 1958.

Herausgeberschaften
- mit Gerhard Hartmann: Die Kaiser. 1200 Jahre europäische Geschichte. Verlag Styria, Graz 1996, ISBN 3-222-12421-3.
- Frauen des Mittelalters in Lebensbildern. Styria, Graz 1997, ISBN 3-222-12467-1.
- Mittelalterliche Herrscher in Lebensbildern. Von den Karolingern zu den Staufern. Styria, Graz 1990, ISBN 3-222-11973-2.
- mit Roland Pauler: Festschrift für Eduard Hlawitschka zum 65. Geburtstag (= Münchener Historische Studien. Abteilung Mittelalterliche Geschichte. Bd. 5). Lassleben, Kallmünz 1993, ISBN 3-7847-4205-X.